# 趙康 (崇禎進士)
趙康（1601年5月29日—？年，萬曆辛丑四月二十八日生），字君晉，號石如，南直隸蘇州府吳江縣人，明朝政治人物。

## 生平
治《易經》。天啟七年（1627年）丁卯科鄉試第八十二名取中舉人。崇禎四年（1631年）辛未科會試第六十一名，殿試位列第二甲第五十八名進士出身，授刑部觀政。未仕卒。

## 著作
著有《燕遊遺稿》一卷。

## 家族及關聯
父趙士謨，儒官。伯父趙士諤，官至右僉都御史宣府巡撫。叔父趙士許，官至浙江按察使司副使分巡嘉湖道。